# آشایوو
آشایوو (به لاتین: Ashayevo) یک منطقهٔ مسکونی در روسیه است که در باشقیرستان واقع شده‌است.